# Kościół św. Stanisława Kostki w Ciecierzynie
Kościół św. Stanisława Biskupa i Męczennika – rzymskokatolicki kościół filialny, znajdujący się we wsi Ciecierzyn (gmina Byczyna), należący do parafii św. Augustyna w Kostowie w dekanacie Trzcinica, diecezji kaliskiej.

## Historia kaplicy
Kościół w Ciecierzynie to murowana, neogotycka świątynia, wybudowana w 1878 roku, w miejsce drewnianego kościoła, który spłonął w pożarze w 1838 roku. Inicjatorem i fundatorem budowy kościoła był Artur von Prittwitz (rodzina Prittwitz była wówczas właścicielami majątków w Ciecierzynie, Kostowie i Miechowej). Organy wybudowała firma Schlag & Söhne jako opus 157.